# ルティリアーノ
ルティリアーノ（イタリア語: Rutigliano）は、イタリア共和国プッリャ州バーリ県にある、人口約19,000人の基礎自治体（コムーネ）。

## 地理

### 位置・広がり

#### 隣接コムーネ
隣接するコムーネは以下の通り。
- カザマッシマ
- コンヴェルサーノ
- モーラ・ディ・バーリ
- ノイカッタロ
- トゥーリ